# 尹山斜拉桥
尹山斜拉桥是苏州市内的第一座独塔单索面斜拉桥，位于苏州绕城高速公路南段，跨京杭运河两岸，跨度100米，2004年建成，是同期国内同类桥梁中最宽的，为国内同类型桥梁的建设取得了经验。